# Charitometra
Genre
Charitometra est un genre de crinoïdes de la famille des Charitometridae.

## Liste des espèces
Selon World Register of Marine Species (10 avril 2015) :
- Charitometra basicurva (Carpenter, 1888) -- Australie et Nouvelle-Zélande (700-1 500 m de profondeur)
- Charitometra incisa (Carpenter, 1888) -- Pacifique sud-ouest(~1 100 m de profondeur)